# (5181) SURF
(5181) SURF est un astéroïde de la ceinture principale.

## Description
(5181) SURF est un astéroïde de la ceinture principale. Il fut découvert le 7 avril 1989 à l'Observatoire Palomar par Eleanor Francis Helin. Il présente une orbite caractérisée par un demi-grand axe de 2,41 UA, une excentricité de 0,14 et une inclinaison de 3,2° par rapport à l'écliptique.

## Compléments